# Paola Bacci
Paola Bacci (Milán, 20 de mayo de 1939-17 de marzo de 2024) fue una actriz y dobladora italiana.

## Biografía
Empezó su carrera a comienzos de la década de 1960, cuando fue escogida por el cineasta Girgio de Lullo para participar en la cinta de 1960 Il buio in cima alle scale. Entre las décadas de 1960 y 1970 trabajó con notables directores italianos como Orazio Costa, Giulio Bosetti, Gianni Santuccio y Mario Missiroli, entre otros. También fue muy activa en el ambiente teatral italiano, trabajando con dramaturgos como Furio Bordon y Luca Ronconi.

## Filmografía destacada

### Cine y televisión
- 1981 - Ipazia (telefilme)
- 1979 - La dama dei veleni (serie de televisión)
- 1975 - L'abisso (telefilme)
- 1975 - Murat (serie de televisión)
- 1974 - Philadelphia Story (telefilme)
- 1973 - Albertina (telefilme)
- 1968 - Papà investigatore (serie de televisión)
- 1967 - Sheridan: Squadra omicidi (serie de televisión)
- 1963 - Grandezza naturale (telefilme)
- 1960 - Il buio in cima alle scale (largometraje)